# Krater Luizi
Krater Luizi – krater uderzeniowy znajdujący się w Katandze w Demokratycznej Republice Konga, pierwszy krater potwierdzony w Afryce Środkowej. Jest to duża struktura o średnicy 17 kilometrów.
Wiek krateru jest bardzo niepewny. Wiadomo, że powstał nie wcześniej niż 573 miliony lat temu (najprawdopodobniej w fanerozoiku), ponieważ skały, które zostały przeobrażone w wyniku uderzenia, mają właśnie ten wiek. Obecność kwarcu szokowego i stożki zderzeniowe w skałach dowodzą impaktowego pochodzenia tej struktury.